# Poplar Hills (Kentucky)
Poplar Hills es una ciudad ubicada en el condado de Jefferson en el estado estadounidense de Kentucky. En el Censo de 2010 tenía una población de 362 habitantes y una densidad poblacional de 5.590,76 personas por km².

## Geografía
Poplar Hills se encuentra ubicada en las coordenadas 38°10′41″N 85°41′35″O / 38.17806, -85.69306. Según la Oficina del Censo de los Estados Unidos, Poplar Hills tiene una superficie total de 0.06 km², de la cual 0.06 km² corresponden a tierra firme y (0%) 0 km² es agua.

## Demografía
Según el censo de 2010, había 362 personas residiendo en Poplar Hills. La densidad de población era de 5.590,76 hab./km². De los 362 habitantes, Poplar Hills estaba compuesto por el 21.55% blancos, el 59.67% eran afroamericanos, el 0.55% eran amerindios, el 1.1% eran asiáticos, el 0% eran isleños del Pacífico, el 16.57% eran de otras razas y el 0.55% pertenecían a dos o más razas. Del total de la población el 27.9% eran hispanos o latinos de cualquier raza.